# Herbert du Derwentwater
Pour les articles homonymes, voir Herbert.
Herbert du Derwentwater est un ermite anglo-saxon mort en 687. Considéré comme saint, il est fêté le 20 mars, jour anniversaire de sa mort.

## Biographie
D'après l'Histoire ecclésiastique du peuple anglais de Bède le Vénérable, Herbert vit en ermite sur une île du lac Derwentwater, dans l'actuel Lake District. Il est l'ami de l'évêque Cuthbert de Lindisfarne, qui vient lui rendre visite chaque année afin de recevoir ses conseils. Lors de leur dernière rencontre, c'est Herbert qui vient rejoindre Cuthbert à Carlisle. Cuthbert lui fait part du pressentiment de sa mort prochaine, et Herbert le supplie de prier Dieu de les emporter ensemble. C'est ce qui se serait produit : les deux hommes seraient morts le même jour, le 20 mars 687. Bède précise qu'Herbert est victime d'une douloureuse maladie afin de compenser son « manque de mérite » par rapport à Cuthbert.

## Culte et postérité
Herbert et Cuthbert sont considérés comme saints et fêtés le jour anniversaire de leur mort, le 20 mars. Néanmoins, le culte d'Herbert n'atteint jamais la même popularité que celui de Cuthbert, qui est l'un des saints anglais les plus vénérés au Moyen Âge. En 1374, l'évêque de Carlisle Thomas Appleby (en) ordonne qu'une messe soit chantée sur l'île de saint Herbert chaque année le jour de sa fête. L'île abrite des ruines qui pourraient être celles de son ermitage.
Le poème de William Wordsworth Inscription: For The Spot Where The Hermitage Stood on St Herbert's Island, Derwentwater commémore l'amitié de Cuthbert et Herbert.